# کودک‌ربایی در جنگ روسیه و اوکراین
در طول حمله روسیه به اوکراین، روسیه هزاران کودک اوکراینی را به اجبار به مناطق تحت کنترل خود منتقل کرده، به آنها تابعیت روسی داده، آنها را به اجبار در خانواده‌های روسی پذیرفته و موانعی برای اتحاد مجدد با والدین یا وطن اصلی آنها ایجاد کرده‌است.
سازمان ملل متحد اعلام کرد که این اخراج‌ها جنایت جنگی هستند. دیوان کیفری بین‌المللی حکم بازداشت ولادیمیر پوتین، رئیس‌جمهور روسیه و ماریا لووا-بلوا، کمیسر حقوق کودکان را به اتهام دخالت آنها صادر کرد. بر اساس حقوق بین‌الملل، از جمله کنوانسیون نسل‌کشی ۱۹۴۸،  چنین اعمالی «اگر با قصد نابودی یک ملت انجام شود»، نسل‌کشی محسوب می‌شود.
کودکان، از والدینی که توسط مقامات روسی دستگیر شده بودند، از نهادهای دولتی و از اردوگاه‌های تابستانی گرفته شده‌اند. برخی دیگر در اثر جنگ از والدین خود جدا شده، یا گاهی یتیم شده بودند. به برخی در مورد اینکه والدینشان آنها را رها کرده‌اند، دروغ گفته می‌شد، یا از آن‌ها برای تبلیغات استفاده می‌شد. شواهدی وجود دارد که برخی از آنها در روسیه مورد بدرفتاری قرار گرفتند. آنها تحت فشار قرار گرفتند تا میهن‌پرستی روسی را اتخاذ کنند. تعداد تخمینی آنها از ۱۳٫۰۰۰، تا بیش از ۳۰۰٫۰۰۰ نفر متغیر است. دفتر دادستان کل اوکراین اعلام کرد که ۴۹۴ نفر کشته شده‌اند.

## مکان‌های مبدأ
برخی از کودکان از موسسات دولتی اوکراین مانند یتیم‌خانه‌ها، خانه‌های گروهی، و مدارس شبانه‌روزی ربوده شدند. بسیاری از کودکانی که به زور منتقل شده بودند از یتیم‌خانه‌ها و خانه‌های گروهی گرفته شدند. اکثر کودکان تحت مراقبت موسسات دولتی اوکراین یتیم نیستند بلکه فقط به‌طور موقت یا دائم توسط والدینی که با مشکلات شخصی مانند فقر، بیماری یا اعتیاد مواجه هستند تحت مراقبت دولت قرار گرفته‌اند.
سازمان ملل تخمین زد که حدود ۹۰٫۰۰۰ کودک پیش از تهاجم سال ۲۰۲۲ در خانه‌های دولتی در اوکراین ساکن بودند؛ صرف نظر از اینکه این کودکان والدین زنده داشتند یا در واقع تحت پوشش دولت بودند، چنین انتقال اجباری در زمان جنگ «احتمالاً جنایت جنگی» محسوب می‌شود. اکثریت قریب به اتفاق از جنوب و شرق اوکراین (مناطق خرسون، خارکوف، زاپوریژیا، دونتسک، لوهانسک و میکولائیف) گرفته شده‌اند.

## تبعید
برخی از کودکان در خانه‌های ناآشنا قرار می‌گیرند و دوباره آموزش می‌بینند. به گفته مارک لندلر از نیویورک تایمز: «مقامات روسیه به وضوح اعلام کرده‌اند که هدف آنها این است که عشق به روسیه را جایگزین هر گونه وابستگی دوران کودکی به خانه کنند.»
والدین در مناطق تحت اشغال روسیه توسط مقامات روس تشویق شده‌اند تا فرزندان خود را به اردوهای تابستانی کودکان تحت حمایت دولت روسیه بفرستند که در ۴۳ نقطه در سراسر روسیه و کریمه برای نجات از جنگ روسیه و اوکراین ایجاد شده بود. برخی از والدین تحت فشار قرار گرفتند تا به فرزندان خود اجازه دهند به اردوگاه بروند. حداقل ۶٫۰۰۰ کودک اوکراینی در چنین اردوهایی شرکت کردند. تجزیه و تحلیل اطلاعات از حساب‌های عمومی و تصاویر ماهواره‌ای نشان می‌دهد که تعداد کودکان اسکان‌داده‌شده در چنین کمپ‌هایی بسیار بیشتر از داده‌های موجود است. برخی از آنها متعاقباً به مدت نامحدود در اردوگاه‌ها بازداشت شده‌اند، در حالی که برخی دیگر هفته‌ها یا ماه‌ها دیرتر از وعدهٔ داده‌شده بازگردانده شدند.
به برخی از والدین گفته شد که فرزندانشان تنها در صورتی بازگردانده می‌شوند که والدینشان آنها را شخصاً تحویل بگیرند، اما سفر بین اوکراین و روسیه دشوار و پرهزینه است. بسیاری از کودکان از خانواده‌های کم درآمدی هستند که توانایی پرداخت هزینه سفر را ندارند. حتی بستگانی که از طرف والدین وکالت داده شده‌اند، مجاز به جمع‌آوری فرزندان نیستند. و همه مردان (از جمله والدین) در سنین بین ۱۸ تا ۶۰ سال از ترک اوکراین منع می‌شوند زیرا واجد شرایط خدمت اجباری هستند، به طوری که در بیشتر موارد فقط مادران قادر به بازیابی فرزندان هستند. در برخی موارد، مقامات اردوگاه گفتند که بازگشت کودکان به بازپس‌گیری خاک اوکراین توسط روسیه بستگی دارد، در حالی که به یکی از کودکان گفته شد که به دلیل «دیدگاه‌های طرفدار اوکراین» به خانه باز نخواهد گشت.
کودکان در چنین اردوگاه‌هایی تحت روسی‌سازی، تبلیغات دولتی روسیه و آموزش نظامی (از جمله آموزش سلاح گرم) قرار گرفته‌اند. به گفته سخنگوی وزارت امور خارجه ایالات متحده، در بسیاری از موارد ارتباط کودکان در کمپ‌ها با خانواده‌هایشان قطع شده‌است.
روایت داخلی دولت روسیه این است که «کودکانِ رهاشده توسط دولت بزرگ روسیه از گزند جنگ نجات می‌یابند». انتقال اجباری کودکان اوکراینی بخشی از یک استراتژی تبلیغاتی گسترده‌تر توسط ولادیمیر پوتین است که سعی دارد اوکراین را به عنوان بخشی از ملت روسیه نشان دهد و تهاجم را توجیه کند. دولت روسیه با دقت تصویر انتقال اجباری کودکان را به مردم روسیه ترسیم کرده‌است. تلویزیون دولتی روسیه تصاویری از اهدای خرس‌های عروسکی توسط مقامات روسی به کودکان ربوده‌شدهٔ تازه‌وارد را پخش کرده‌است و مقامات روسی در دونتسک خبرنگاران را به رویدادهایی دعوت کرده‌اند که در آن هدایایی به این کودکان اهدا می‌شود.

## تاریخ
اولین گزارش‌ها از اخراج اجباری به روسیه در اواسط مارس ۲۰۲۲ و در زمان محاصره ماریوپل منتشر شد. روسیه از سال ۲۰۱۴ شروع به انتقال کودکان از سرزمین‌های اوکراین کرده بود.
در ۲۲ مارس ۲۰۲۲، مقامات اوکراین و ایالات متحده ادعا کردند که بیش از ۲٫۳۰۰ کودک توسط نیروهای روسی از استان‌های دونتسک و لوهانسک «ربوده شده‌اند».
در ۳۰ مه ۲۰۲۲، ولادیمیر پوتین فرمانی را امضا کرد که فرایند پذیرش یتیمان اوکراینی یا کسانی که مراقبت والدین ندارند، و اعطای شهروندی روسیه به آنها را ساده می‌کند. این قانون حتی با وجود اینکه قانون روسیه پذیرش کودکان خارجی را بدون رضایت کشورشان ممنوع می‌کند، امضا شد که اوکراین آن را نداده‌است. این فرمان همچنین بازگرداندن فرزندان را برای بستگان دشوارتر کرد.
بر اساس گزارش ماه مه 2022 مرکز حقوق بشر رائول والنبرگ در مونترال و مؤسسه نیو لاینز در واشینگتن، «دلایل منطقی برای نتیجه‌گیری» وجود دارد که روسیه دو ماده از کنوانسیون نسل‌کشی ۱۹۴۸ را نقض کرده‌است، از جمله انتقال کودکان اوکراینی به روسیه، که خود یک نوع اقدام نسل‌کشی است.
تا ۱۱ آوریل، دو سوم از ۷٫۵ میلیون کودک اوکراین بر اساس سازمان ملل آواره شده بودند. کمیسر حقوق بشر اوکراین، لیودمیلا دنیسوا، و سفیر سازمان ملل سرگی کیسلیتسیا، در آن زمان اظهار داشتند که بیش از ۱۲۰٫۰۰۰ کودک به روسیه تبعید شده‌اند. تا ۲۶ مه، بیش از ۲۳۸٫۰۰۰ کودک اوکراینی به خاک روسیه ارسال شده بودند.

## واکنش‌ها

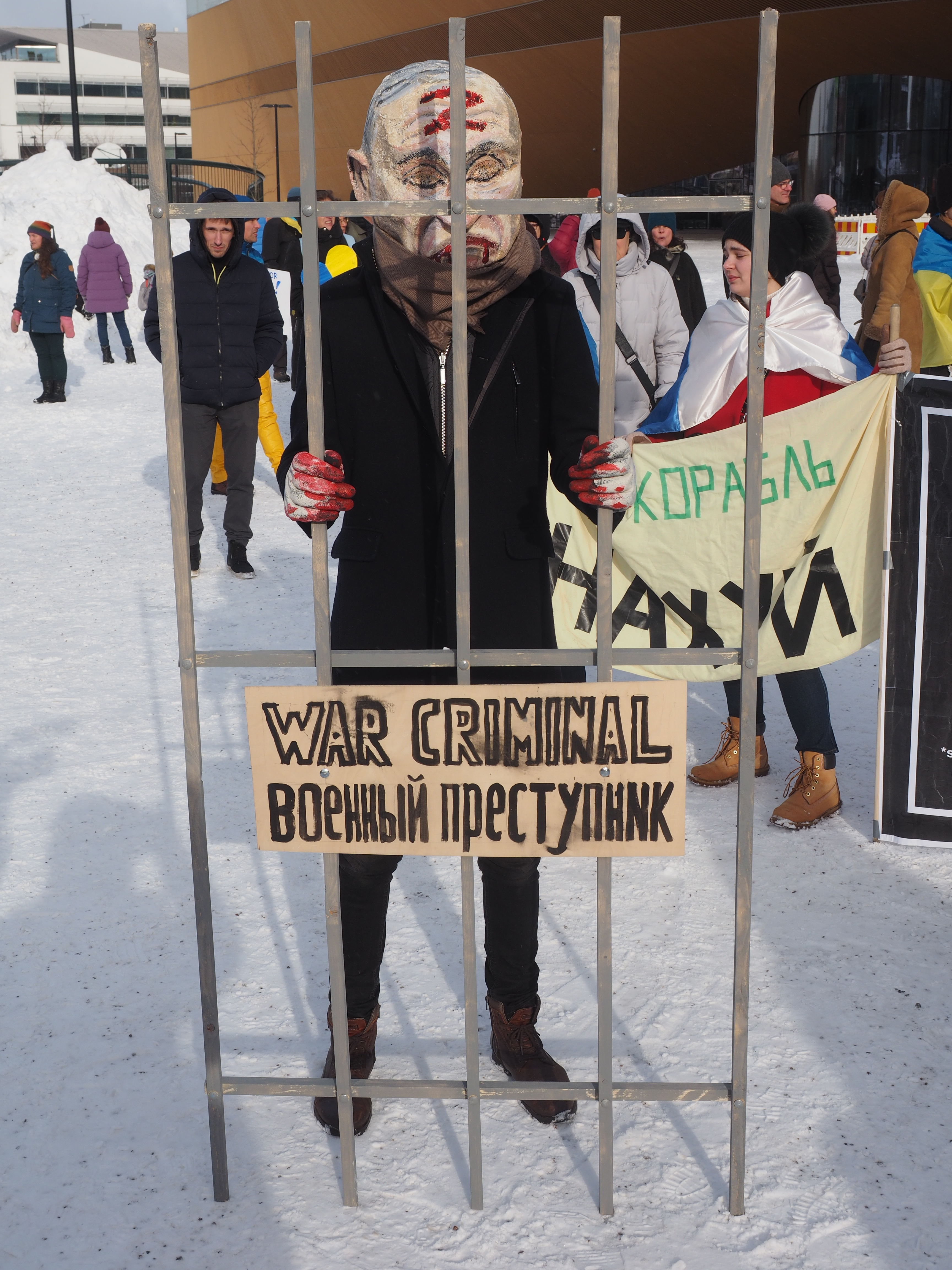
مردی با لباس ولادیمیر پوتین در مرکز هلسینکی، فنلاند

### اوکراین
مقامات اوکراینی ادعا کرده‌اند که فرمان پوتین راهی برای «قانونی‌کردن کودکان ربوده‌شده از خاک اوکراین» است و این امر «نقض فاحش» کنوانسیون ۱۹۴۹ ژنو در رابطه با حمایت از افراد غیرنظامی در زمان جنگ و کنوانسیون ۱۹۸۹ سازمان ملل در مورد حقوق کودک می‌باشد.
وزارت امور خارجه اوکراین همچنین معتقد است که این اقدامات ممکن است به عنوان انتقال اجباری کودکان از یک گروه انسانی به گروه دیگر باشد. در بیانیه‌ای آمده‌است: «جدی‌ترین جنایات بین‌المللی علیه کودکان که توسط مقامات و نظامیان بلندپایه روسیه در اوکراین انجام شده‌است، مورد بررسی قرار خواهد گرفت و عاملان آن تحت پیگرد قانونی قرار خواهند گرفت. روسیه نمی‌تواند از سخت‌ترین پاسخگویی در این زمینه اجتناب کند.»

### روسیه
در مارس ۲۰۲۲، ماریا لووا-بلوا، کمیسر حقوق کودکان روسیه، اظهار داشت که گروهی از کودکان اوکراینی که از ماریوپل به روسیه منتقل شده‌اند، ابتدا هویت خود را «اوکراینی» اعلام کرده‌اند، اما از آن زمان عشق آن‌ها به روسیه تبدیل شده‌است و گفت که او حتی یکی از آنها را به فرزندی پذیرفته‌است.

### سازمان ملل
مانوئل فونتین، مدیر برنامه‌های اضطراری یونیسف به سی‌بی‌اس نیوز گفت که یونیسف «در حال بررسی چگونگی پیگیری یا کمک در این زمینه است»، هرچند اظهار داشت که آنها در حال حاضر توانایی تحقیق ندارند.
میچل باچله، کمیساریای عالی حقوق بشر سازمان ملل متحد، در ۱۵ ژوئن ۲۰۲۲ اعلام کرد که آژانس او تحقیقاتی را در مورد ادعاهای اخراج اجباری کودکان از اوکراین به فدراسیون روسیه آغاز کرده‌است.
در ۱۵ مارس ۲۰۲۳، کمیساریای عالی حقوق بشر سازمان ملل متحد (OHCHR) گزارشی را منتشر کرد که این انتقال اجباری کودکان را «غیرقانونی و جنایت جنگی» اعلام کرد. این به‌طور کلی سه دسته از کودکان تبعیدشده را ارائه می‌دهد: آنهایی که به دلیل تهاجم روسیه با والدین خود ارتباط خود را از دست دادند، کسانی که هنگام فرستادن والدینشان به اردوگاه فیلتراسیون روسیه از هم جدا شدند و کسانی که در مؤسسات بودند. در پایان این گزارش آمده‌است:
حقوق بین‌الملل بشردوستانه تخلیهٔ کودکان توسط یکی از طرفین درگیری‌های مسلحانه را ممنوع می‌کند، به استثنای تخلیهٔ موقتی که دلایل قانع‌کننده‌ای مربوط به سلامت یا درمان پزشکی کودکان یا ایمنی آنها، به جز در سرزمین‌های اشغالی، باشد؛ بنابراین رضایت کتبی والدین یا قیم قانونی الزامی است. در هیچ‌یک از موقعیت‌هایی که کمیسیون بررسی کرده‌است، به نظر می‌رسد که انتقال کودکان الزامات مندرج در حقوق بین‌الملل بشردوستانه را برآورده نکرده‌است. این نقل و انتقالات با دلایل ایمنی یا پزشکی توجیه نشده‌اند. به نظر می‌رسد هیچ نشانه‌ای وجود ندارد که انتقال کودکان به سرزمین‌های تحت کنترل دولت اوکراین غیرممکن بوده باشد [...] کمیسیون به این نتیجه رسیده‌است که موقعیت‌هایی را که به ترتیب در مورد انتقال و اخراج کودکان در داخل اوکراین و فدراسیون روسیه بررسی کرده‌است، قوانین بین‌الملل بشردوستانه را در حد جنایت جنگی نقض کرده‌است.

## تحریم‌ها
ماریا لووا-بلوا، کمیسر حقوق کودکان روسیه، توسط ایالات متحده، اتحادیه اروپا، بریتانیا، کانادا و استرالیا تحریم شده‌است.

## حکم بازداشت
در ۱۷ مارس ۲۰۲۳، دادگاه کیفری بین‌المللی حکم بازداشت پوتین و لووا-بلوا را به اتهام مسئولیت کیفری برای اخراج غیرقانونی و انتقال جمعیت (کودکان) از مناطق اشغالی اوکراین به روسیه صادر کرد. این تصمیم مشمول «مادهٔ 8(2)(a)(vii) و مادهٔ 8(2)(b)(viii) اساسنامه رم» است و توسط روسیه به عنوان دائمی در نظر گرفته شده‌است. اتهامات بالقوه شامل حبس ابد است. این نخستین بار است که دادگاه حکم بازداشت رهبر یکی از اعضای دائم شورای امنیت سازمان ملل را صادر می‌کند. کریم خان، دادستان دیوان کیفری بین‌المللی، گفت: «ما باید اطمینان حاصل کنیم که مسئولان جنایات ادعایی پاسخگو باشند و کودکان به خانواده‌ها و جوامع خود بازگردانده شوند. ما نمی‌توانیم اجازه دهیم با کودکان طوری رفتار شود که انگار غنائم جنگی هستند.»